# Urethrozystozele
Eine Urethrozystozele oder Cystourethrocele bezeichnet das Tiefertreten der vorderen Scheidenwand, wenn davon auch Harnröhre (Urethra) und Harnblase betroffen sind (beide liegen ventral der Scheidenwand). Ist nur die Blase betroffen, so spricht man von einer Zystozele.
Ursächlich ist dabei eine Insuffizienz (Schwäche) des Halteapparates (z. B. Ligamenta pubourethralia).
Eine Urethrozystozele kann für das Entstehen einer Harninkontinenz verantwortlich sein. Die Therapie erfolgt in der Regel operativ.